# Vetovo (ort i Kroatien)
Vetovo är en ort i Kroatien.   Den ligger i länet Slavonien, i den östra delen av landet, 150 km öster om huvudstaden Zagreb. Vetovo ligger 215 meter över havet och antalet invånare är 1 197.
Terrängen runt Vetovo är platt åt sydväst, men åt nordost är den kuperad. Terrängen runt Vetovo sluttar söderut. Runt Vetovo är det ganska glesbefolkat, med 30 invånare per kvadratkilometer. Närmaste större samhälle är Požega, 12,0 km sydväst om Vetovo. Trakten runt Vetovo består till största delen av jordbruksmark.